# Kafr ʿInān
Kafr ʿInān (arabe : كفر عنان) était un village du sous-district d'Acre en Palestine mandataire, situé à 33 km d'Acre. Des fouilles suggèrent qu’il fut créé pendant la période romaine ; le village arabe moderne était construit sur les ruines d’une ancienne localité médiévale juive, Kefar Hanania. Les habitants de Kafr ʿInān durent l’abandonner pendant la  guerre israélo-arabe de 1948. Le village israélien de Kfar Hananya (en) a été construit en 1989 sur les terres de Kafr ʿInān, sur une colline adjacente à l’ancien village.

## Période antique et médiévale
Des fouilles ont mis au jour sur le site des puits, des bases de colonnes, des grottes, un bassin et un cimetière. Pendant l’empire romain et l’empire byzantin, il y avait en Galilée un village connu sous le nom de Kfar Hananya (ou Kfar Hanania), dont la population était de religion juive et qui servait de centre de production de poterie dans la région,. Une grande partie des récipients pour la cuisine utilisés en Galilée, entre Ier siècle avant notre ère et le Ve siècle après, y était produite. La littérature rabbinique mentionne aussi le village en relation avec la production de poterie ; dans la Tosefta, par exemple, il y a une référence à « ceux qui font des poteries d’argile noires comme Kefar Hananya et ses voisins ». Une inscription en araméen, initialement datée du VIe siècle, et récemment redatée de la période omeyyade ou abbasside, a été trouvée sur une kelila (une sorte de lampe suspendue) à l’intérieur de la synagogue.
D’autres références possibles au village incluent la mention d’une « veuve de Ben al-‘Anani » dans un document de gueniza du XIIe siècle et d’un lieu, Kfar Hanan, au XIIIe siècle. Des récits de voyageurs témoignent des traces de la localité à l'époque médiévale. Ya’akov ben Netan'el, qui visita le village au XIIe siècle pendant les croisades, y mentionne ainsi les ruines d’une  synagogue en pierres extraites de la colline ; en 1211, Samuel ben Samson a voyagé par Tibériade et Kfar Hanania avant de s’arrêter à Safed. Au XIVe siècle, un autre voyageur attribue au village le nom de Kefar Hanin.

## Période ottomane
C'est pendant l'époque de l'empire ottoman que la forme Kafr ʿInān (Kafr 'Anan) apparaît dans les documents. En 1522, le rabbin Moïse bèn Mordecay Bassola (en) mentionne 30 familles juives Moustarabim, arabophones, parmi les habitants, la plupart descendant de cohanim ; sur les huit lieux qu’il nomme, Kafr ʿInān est la cinquième plus grande communauté juive du pays à l’époque,,.
Dans les registres fiscaux de 1596, le village est indiqué comme faisant partie du nahié (sous-district) de Jira dans le sandjak de Safed. Ses habitants, dont le nombre est estimé à 259, sont répartis en 21 ménages et 8 célibataires, tous musulmans. Ils paient alors des impôts sur les chèvres, les ruches, et sur un pressoir, qui sert à la fois pour les olives et pour les raisins, pour un total de 12272 aspres. Tous les revenus du village vont à un waqf,.
Une carte du cartographe français Pierre Jacotin, élaborée en 1799 lors de la campagne d’Égypte, montre le village sous le nom de "K. Hanein". En 1881, le Survey of Western Palestine du Palestine Exploration Fund décrit le village, construit en pierre, d'environ 150 à 200 habitants musulmans. Les terres arables comprenaient des jardins et des oliveraies,. Un recensement de 1887 environ indique quant à lui une population de 80 habitants, tous musulmans.

## Les recensements de la Palestine mandataire
Dans le recensement de 1922, mené par les autorités britanniques mandataires, Kufr Enan  avait une population de 179 habitants, indiqués comme étant tous de religion musulmane. Le nombre d'habitants croît à 264 dans le recensement de 1931, répartis dans 47 maisons.
En 1945, Kafr 'Inan a une population de 360 habitants, tous musulmans, possédant un total de 5 827 dounums de terres. La culture des céréales occupait 1 740 dounums, 1 195 dounums étaient irrigués ou utilisés pour des vergers, la majeure partie (1 145 dounums étant plantés d'oliviers,,. Les céréales étaient cultivées dans les zones plates avoisinantes et les vallées. Les bâtiments occupaient 21 dounams.
Les maisons du village, faites de pierres réunies par du mortier de boue séchée, étaient serrées les unes contre les autres et séparées par des allées étroites, semi-circulaires. De nombreuses nouvelles maisons furent construites dans les dernières années du mandat britannique. Des fontaines et des puits fournissaient de l'eau potable.

## La guerre de 1948 et ses suites
La brigade Golani s'empara du village le 30 octobre 1948, dans le cadre de l'opération Hiram et, après la guerre, la zone fut incorporée au nouvel état d'Israël. Cependant, selon l'historien palestinien Walid Khalidi, les villageois refusèrent de partir, comme une grande partie de la population de la région. L'historien israélien Benny Morris explique que les autorités israéliennes classèrent le village comme « abandonné », mais que les villageois continuèrent à y retourner. En janvier 1949, les forces de défense israéliennes expulsèrent 54 habitants et déplacèrent 128 habitants de Kafr 'Inan et de Farradiyya vers d'autres villages en Israël. Le 4 février 1949, les unités du 79e bataillon entourèrent les deux villages et expulsèrent encore 45 personnes vers la Cisjordanie. Les 200 villageois qui avaient des autorisations pour rester, principalement des hommes âgés, des femmes et des enfants, furent transférés à Majd al Kurum. Néanmoins, les villageois revinrent. Mi-février 1949, il y en avait à nouveau une centaine dans les deux villages, selon les sources de l'armée israélienne, qui à nouveau évacua les villages.
Plusieurs membres du Mapam, choqués par ces expulsions des villageois, condamnèrent l'attitude et les actions de David Ben Gourion et de l'armée. Cependant, si une motion appelant à la mise en place d'une enquête sur les évacuations des villageois de Kafr 'Inan, Farradiyya et Al-Ghabisiyya fut proposée, elle ne fut jamais présentée à la Knesset.

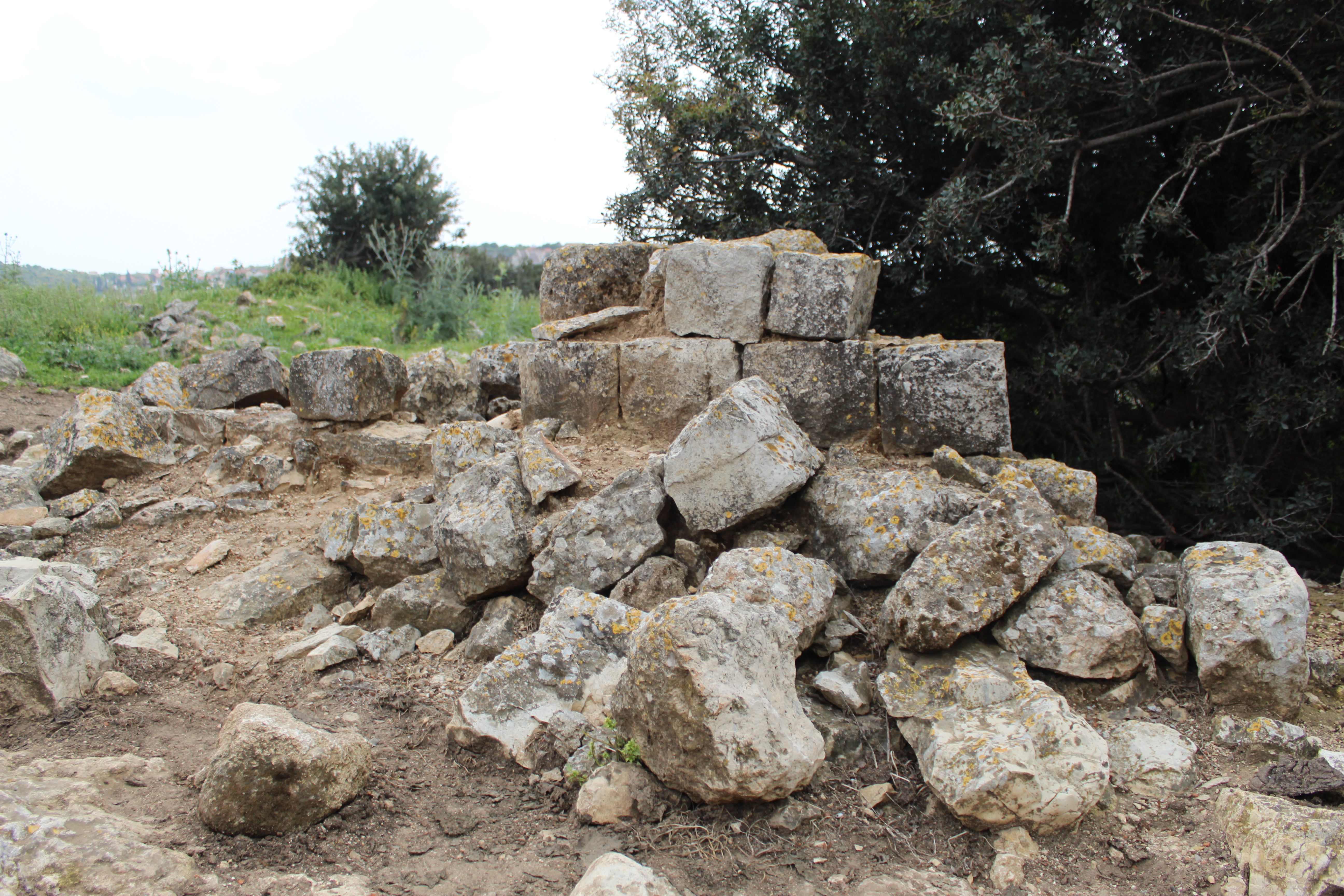
Débris d'une ancienne structure à Kafr 'Inan

En 1950, l'article 125 des règlements de la Défense fut invoqué pour confisquer les terres appartenant à plusieurs villages de Galilée, en particulier de Kafr 'Inan. La même loi fut aussi utilisée pour empêcher les villageois de revenir dans leurs maisons, y compris par des moyens légaux.
L'établissement d'un village moderne, occupé par une population juive et nommé Kfar Hananya, fut planifié en 1982, et finalement réalisé en 1989 sur les terres de l'ancien village arabe (mais pas à son emplacement exact). Chazon, construit en 1969 sur les terres d'Al-Mansura, et Parod, qui avait été construit en 1949 sur les terres d'Al-Farradiyya, sont également tous deux proches du site ; certaines des anciennes terres de Kafr 'Inan sont plantées de forêts et d'arbres fruitiers exploités par les habitants de Parod. Lorsque Khalidi visita le site même du village en 1992, il y trouva des empilements de pierres, des cactus, quelques figuiers, ainsi que les restes d'un bâtiment surmonté d'un dôme et un petit monument funéraire en hommage à Shaykh Abu Hajar Azraq sur une colline à proximité à l'est.